# Ogórki spreewaldzkie

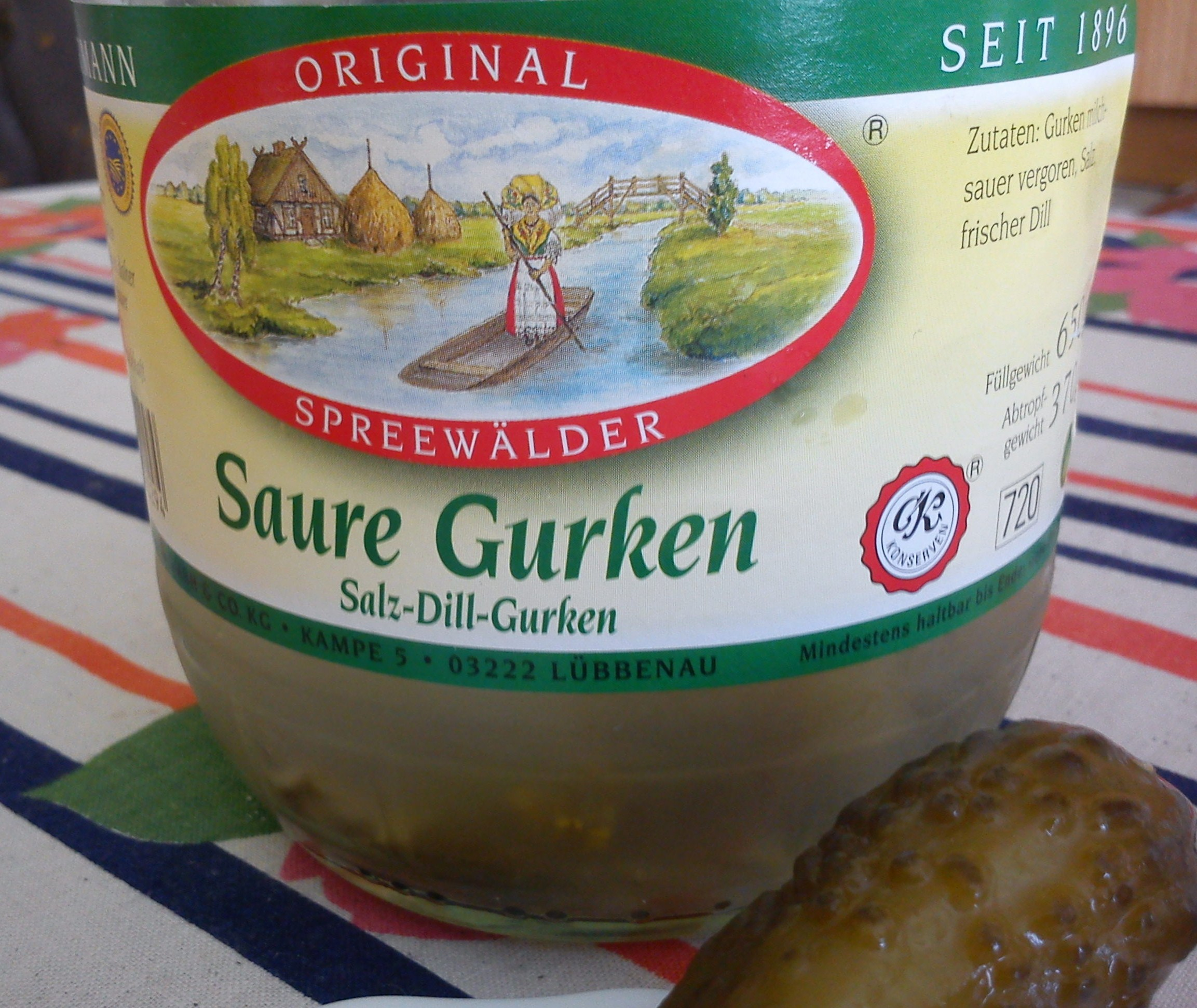
Ogórki spreewaldzkie z Lübbenau

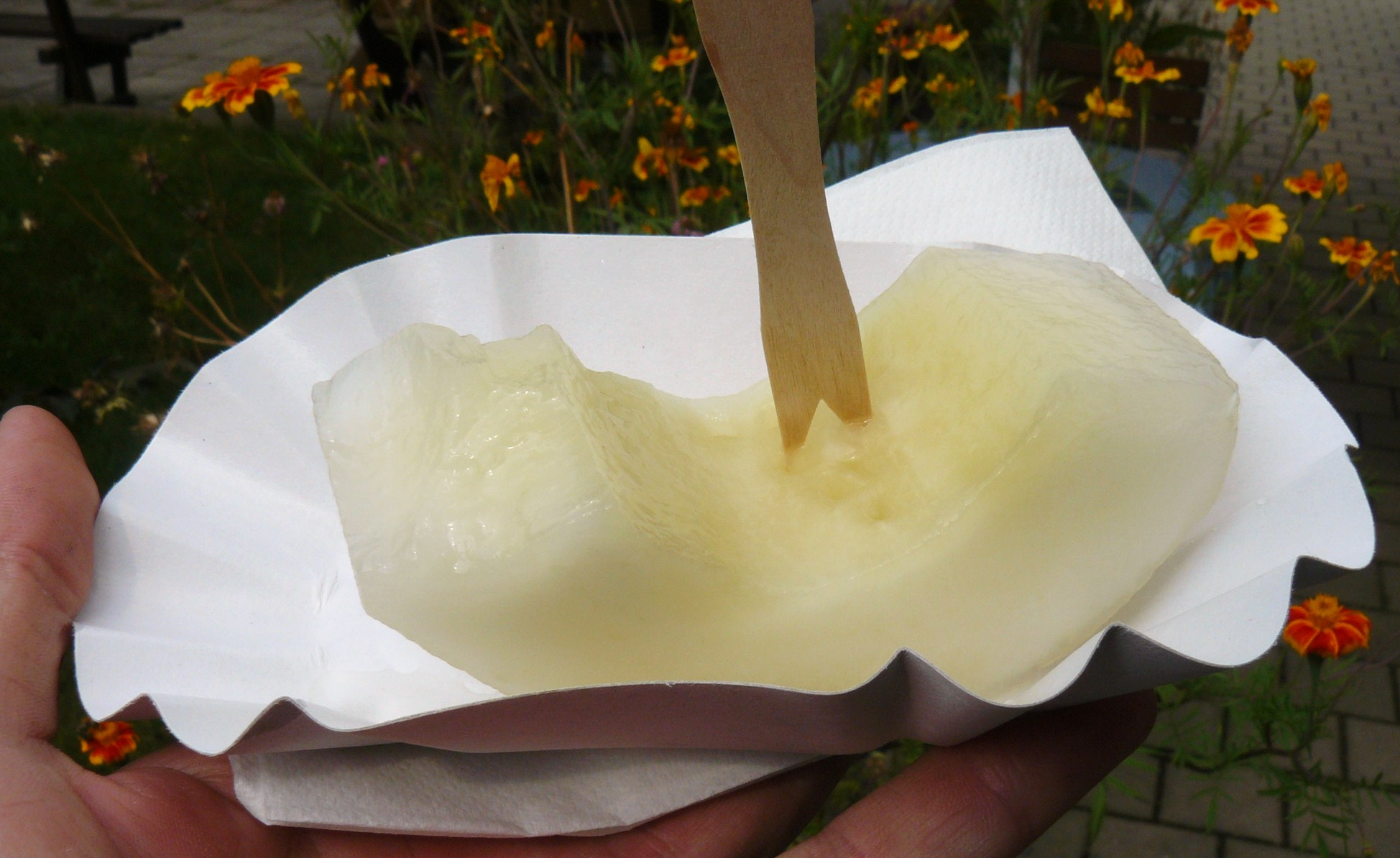
Senfgurken. Porcjowane ogórki są atrakcją kulinarną gospód i restauracji na terenie całego Spreewaldu

Ogórki spreewaldzkie (niem. Spreewälder Gurken) – kiszone lub konserwowe, charakterystyczne dla regionu Spreewaldu w Brandenburgii (Niemcy). Ogórki spreewaldzkie posiadają oznaczenia pochodzenia geograficznego produktów rolnych w Unii Europejskiej.
O tradycji przyrządzania ogórków w rejonie Lübbenau wspomniał w 1870 Theodor Fontane. Uprawie ogórków w rejonie Spreewaldu sprzyjały urodzajne gleby, nadające się pod sadzenie tego warzywa. Proces kiszenia przeprowadza się w specjalnych beczkach i trwa on kilka tygodni. Dodawane są wtedy przyprawy, a ich paleta bywa tajemnicą zakładu lub rodziny, która wytwarza konkretną markę. Są to najczęściej koper, chrzan, cebula, ale także bazylia, cytryna, wiśnie, wino, a nawet liście orzecha. Specyficznym rodzajem są tzw. Senfgurken (z dodatkiem musztardy), wytwarzane z dużych, żółtych odmian. Z uwagi na wymogi oznaczenia unijnego, 70% składników pochodzić musi z terenu Spreewaldu. W oryginalnych produktach, w słoikach o pojemności do 1700 ml, słodzenie może następować wyłącznie poprzez dodanie sacharozy. Ogólna kwasowość z octu fermentacyjnego w końcowym produkcie musi być niższa niż 1%. W przypadku ogórków kiszonych z koprem, produkt końcowy nie może mieć więcej niż 3% soli. 
Ogórki spreewaldzkie były jednym ze sztandarowych smaków NRD. Pomimo kilkuletniego załamania się sprzedaży produktu, po upadku państwa komunistycznego (m.in. z uwagi na produkowanie podróbek w Niemczech), marka nabrała rozgłosu i obecnie jest jednym z symboli kulinarnych wschodnich Niemiec.
Nawiązanie do ogórków spreewaldzkich znalazło się w filmie Good bye, Lenin! z roku 2003, jako symbol nostalgii za czasami NRD.